# MultiVersus
MultiVersus fue un videojuego gratuito de lucha desarrollado por Player First Games y publicado por Warner Bros. Games. El juego es un cruce entre franquicias de la compañía Warner Bros. que incluye personajes de DC Comics, Game of Thrones, Looney Tunes, Adventure Time, Steven Universe, Scooby-Doo, Tom y Jerry, Rick y Morty y Jason, entre otros. El título se lanzó de manera gratuita como beta abierta en todo el mundo para las consolas de PlayStation 4, PlayStation 5, Xbox One, Xbox Series X/S y Microsoft Windows.
El juego cerró los servidores de la beta abierta el 25 de junio de 2023 para dar paso a lanzar el juego completo el 28 de mayo de 2024. Los servidores en línea cerraron el 30 de mayo de 2025 y ya no está disponible para descargar.

## Jugabilidad
MultiVersus es un videojuego de lucha sobre plataformas, similar a la saga Super Smash Bros. El juego permite combates entre equipos de dos contra dos y uno contra uno, además de peleas entre cuatro jugadores todos contra todos. Cada personaje del juego posee habilidades únicas que se pueden coordinar dinámicamente con las de otros luchadores. Además, se podrá personalizar la apariencia y ventajas de cada combatiente. Los combates se llevarán a cabo en escenarios características de las distintas franquicias, como la Batcueva y la casa del árbol de Adventure Time. El título es gratuito y funciona con un modelo de juego como servicio, recibiendo contenido adicional a lo largo del tiempo, como nuevos personajes, escenarios, modos de juego, apariencias y eventos temáticos.

## Personajes jugables
El juego cuenta actualmente con 27 personajes jugables. Cada uno de estos personajes se dividen en clases (matón, mago, tanque y asesino), estas clases hacen que su manera de ser jugados sean diferentes. Antiguamente, existía la clase apoyo, pero los personajes pertenecientes a esta categoría fueron cambiados a otros roles.

### Róster y reparto de voces
| Fase  | Personaje                    | Franquicia                | Clase   | Actor de voz original                      | Actor de doblaje                             | Actor de doblaje    |
| ----- | ---------------------------- | ------------------------- | ------- | ------------------------------------------ | -------------------------------------------- | ------------------- |
| Alpha | Batman                       | DC Comics                 | Matón   | Kevin Conroy                               | Sergio Gutiérrez Coto                        | Claudio Serrano     |
| Alpha | Superman                     | DC Comics                 | Tanque  | George Newbern                             | Edson Matus                                  | Guillermo Romero    |
| Alpha | Wonder Woman/Mujer Maravilla | DC Comics                 | Tanque  | Abby Trott                                 | Jessica Ortiz                                | Lourdes Fabrés      |
| Alpha | Harley Quinn                 | DC Comics                 | Asesina | Tara Strong                                | Karla Falcón                                 | Elisa Beuter        |
| Beta  | Black Adam                   | DC Comics                 | Matón   | Bob Carter                                 | Jorge Badillo                                | Juan Carlos Gustems |
| Base  | Joker/Guasón                 | DC Comics                 | Mago    | Mark Hamill                                | José Antonio Macías                          | Luis Bajo           |
| DLC 3 | Nubia                        | DC Comics                 | Asesina | Kimberly Brooks                            | Monserrat Mendoza                            |                     |
| Alpha | Shaggy Rogers                | Scooby-Doo                | Matón   | Matthew Lillard                            | Miguel Ángel Ruiz                            | Juan Logar Jr.      |
| Beta  | Velma Dinkley                | Scooby-Doo                | Maga    | Kate Micucci                               | Irene Jiménez                                | Ana Jiménez         |
| Alpha | Bugs Bunny                   | Looney Tunes              | Mago    | Eric Bauza                                 | Luis Leonardo Suárez                         | Xavier Fernández    |
| Beta  | Marvin el Marciano           | Looney Tunes              | Asesino | Eric Bauza                                 | Rafael Pacheco                               | Marc Zianni         |
| Beta  | Taz                          | Looney Tunes              | Matón   | Jim Cummings                               | Arturo Mercado Jr.                           | Paco Gázquez        |
| Beta  | LeBron James                 | Space Jam: A New Legacy   | Matón   | John Bentley                               | Dafnis Fernández                             | César Martín        |
| Alpha | Arya Stark                   | Game of Thrones           | Asesina | Maisie Williams                            | Itzel Mendoza                                | Pilar Martín        |
| Base  | Jason Voorhees               | Friday the 13th           | Tanque  |                                            |                                              |                     |
| Alpha | Finn, el humano              | Adventure Time            | Asesino | Jeremy Shada                               | José Antonio Toledano                        | Ariadna Giménez     |
| Alpha | Jake el perro                | Adventure Time            | Matón   | John DiMaggio                              | Tommy Rojas                                  | Tasio Alonso        |
| Base  | Poli-Banana/ Banana Guardia  | Adventure Time            | Matón   | Austin Moret                               | Daniel Lacy                                  | Juan Antonio Soler  |
| Alpha | Steven Universe              | Steven Universe           | Tanque  | Daniel DiVenere                            | Emilio Treviño                               | Isabel Valls        |
| Alpha | Granate/Garnet               | Steven Universe           | Matona  | Estelle                                    | Rocío Mallo                                  | Gemma Ibáñez        |
| Beta  | Gigante de hierro            | El gigante de hierro      | Tanque  | Jon Lipow                                  | César Soto                                   | Ramón Canals        |
| DLC 1 | Agente Smith                 | The Matrix                | Matón   | Sky Soleil                                 | Humberto Solórzano                           | Juan Carlos Gustems |
| DLC 1 | Betelgeuse                   | Beetlejuice               | Asesino | Christopher Swindle                        | Carlos Segundo                               |                     |
| Beta  | Rick Sánchez                 | Rick y Morty              | Mago    | Ian Cardoni                                | TBA                                          | Txema Moscoso       |
| Beta  | Rick Sánchez                 | Rick y Morty              | Mago    | Justin Roiland (archivo, beta)             | Mauricio Pérez                               | Txema Moscoso       |
|       | Sr. Meeseeks                 | Rick y Morty              | Mago    | Justin Roiland (archivo, beta)             | Mauricio Pérez                               | Adrián Viador       |
| Beta  | Morty Smith                  | Rick y Morty              | Matón   | Harry Belden                               | TBA                                          | Rodri Martín        |
| Beta  | Morty Smith                  | Rick y Morty              | Matón   | Justin Roiland (archivo, beta)             | Bruno Coronel                                | Rodri Martín        |
| Alpha | Tom y Jerry                  | Tom y Jerry               | Mago    | Eric Bauza                                 | Eric Bauza                                   | Eric Bauza          |
| Alpha | Tom y Jerry                  | Tom y Jerry               | Mago    | William Hanna (archivo, gritos)            |                                              |                     |
| DLC 2 | Samurai Jack                 | Samurai Jack              | Matón   | Phil LaMarr                                | Jorge Roig Jr.                               |                     |
| Beta  | Stripe                       | Gremlins                  | Asesino | Daniel Ross                                | Daniel Ross                                  | Daniel Ross         |
| Beta  | Gizmo                        | Gremlins                  | Mago    | Daniel Ross                                | Daniel Ross                                  | Daniel Ross         |
| DLC 3 | Las Chicas Superpoderosas    | Las Chicas Superpoderosas | Asesina | Cathy Cavadini Tara Strong Elizabeth Daily | Cristina Hernández Maggie Vera Rossy Aguirre |                     |
| Alpha | Cachorreno/ Perreno/ Reindog | Original                  | Mago    | Andrew Frankel                             | Andrew Frankel                               | Andrew Frankel      |

Además, algunos personajes también tienen variantes legendarias con sus propios actores de voz, como el Tío Shagworthy y Cake, que son variantes de Shaggy y Jake, respectivamente.
| Variante                             | Personaje original            |
| ------------------------------------ | ----------------------------- |
| Tío Shagworthy                       | Shaggy Rogers                 |
| Cake                                 | Jake el perro                 |
| Cake Calicó                          | Jake el perro                 |
| El Hombre de Negro                   | Black Adam                    |
| Uber Jason                           | Jason Voorhees                |
| Fern/Raíz                            | Finn, el humano               |
| Batman: La serie animada             | Batman                        |
| Batman Samurái                       | Batman                        |
| El Batman que ríe                    | Joker/Guasón                  |
| Morty malvado                        | Morty Smith                   |
| Superman Black Lantern               | Superman                      |
| Wonder Woman Black Lantern           | Wonder Woman/ Mujer Maravilla |
| Wonder Woman "Guardiana de las olas" | Wonder Woman/ Mujer Maravilla |
| Velma bruja                          | Velma Dinkley                 |
| Los Chicos Superolorosos             | Las Chicas Superpoderosas     |

## Desarrollo
El juego está siendo desarrollado por Player First Games y su lanzamiento estaba previsto para 2022. Los servidores dedicados, el rollback netcode y la actuación de voz se han promovido como características destacadas, y el equipo tiene la intención de lanzar nuevos contenidos y personajes a través de actualizaciones constantes. El sitio web del juego celebró una prueba técnica en línea del 25 de febrero al 8 de marzo de 2022. La beta abierta del juego se lanzó el 26 de julio de 2022.

### Filtración
Antes de su anuncio en noviembre de 2021, la existencia de MultiVersus fue filtrada y rumoreada por múltiples fuentes en línea. Inicialmente, un usuario del subreddit r/GamingLeaksandRumours afirmó que el juego surgió por primera vez a principios de 2019 como resultado del lanzamiento de Super Smash Bros. Ultimate y de que los trabajadores de Warner Bros. estaban al tanto del meme de internet "Shaggy Ultra Instinto". También habían afirmado que la idea de un crossover influyó en el rodaje de Space Jam: A New Legacy, aunque la validez de estas afirmaciones para ambos productos aún no ha sido confirmada o desmentida por Player First Games o Warner Bros. El 27 de octubre de 2021, el jugador profesional de Super Smash Bros. Melee Juan "Hungrybox" DeBiedma compartió en Twitter una fotografía que contenía lo que supuestamente era la pantalla de selección de personajes de un próximo juego de lucha de plataformas de Warner Bros. llamado MultiVersus. DeBiedma afirmó que había recibido información secreta sobre el juego. La imagen fue eliminada después de que Warner Bros. presentara una solicitud de retirada de la DMCA, que DeBiedma declaró que era una "confirmación contundente" de la veracidad de la fotografía. La filtración incluía a Gandalf de El Señor de los Anillos y a Rick Sánchez de Rick y Morty como personajes jugables en lugar de Arya Stark y Garnet. También se actualizaron los diseños de Superman y Steven Universe para mostrarlos en el tráiler. También se filtraron en ResetEra documentos internos de diseño del juego. Tras la prueba técnica, se filtraron en línea 4,5 minutos de imágenes del juego. El 26 de mayo de 2022, el mismo filtrador que filtró el juego antes de su anuncio reveló que el juego tenía más personajes como Daenerys Targaryen, Ted Lasso, Morty Smith y Marvin el Marciano.

### Lanzamiento definitivo
El 11 de marzo de 2024, mediante un video en el sitio oficial, el director del juego Tony Huynh anunció el lanzamiento de la versión oficial y definitiva del juego para el 28 de mayo del corriente. Además habló sobre el estado del juego posterior a la beta que había sido lanzada: En estos meses de desarrollo, el juego cambió de motor a Unreal Engine 5, lo que le permitirá tener gráficos aún mejores que los que ya presentaba. Además, el estudio estuvo trabajando en mejorar la infraestructura en línea del juego. En cuanto a la jugabilidad en sí, Huynh comentó que todos los personajes tendrán ataques nuevos y mecánicas únicas. Si bien no se anunció ningún personaje nuevo, sí se mostró arte conceptual de nuevos escenarios, ambientados en franquicias como The Powerpuff Girls y El Laboratorio de Dexter, lo que indicaría que personajes de estas series animadas podrían unirse al elenco.